# لوكا هاني
لوكا هاني (مواليد 8 أكتوبر 1994) هو مغني سويسري، مثل سويسرا في مسابقة الأغنية الأوروبية 2019 وحصل على المركز الرابع.

## روابط خارجية
- لوكا هاني على موقع IMDb (الإنجليزية)
- لوكا هاني على موقع ميوزك برينز (الإنجليزية)
- لوكا هاني على موقع أول ميوزيك (الإنجليزية)
- لوكا هاني على موقع ديسكوغز (الإنجليزية)
- لوكا هاني على موقع كينوبويسك (الروسية)